# Radvilonių miškas II
Radvilonių miškas II este o arie protejată (sit de importanță comunitară — SCI) din Lituania întinsă pe o suprafață de 457,51 ha, integral pe uscat.

## Localizare
Centrul sitului Radvilonių miškas II este situat la coordonatele 55°50′36″N 23°44′27″E / 55.8433°N 23.7408°E.

## Înființare
Situl Radvilonių miškas II a fost declarat sit de importanță comunitară în noiembrie 2022 pentru a proteja un număr necunoscut de specii din flora spontană și fauna sălbatică aflate în arealul zonei.

## Biodiversitate
Situată în ecoregiunea boreală, aria protejată conține 2 habitate naturale: Păduri caducifoliate bătrâne naturale hemiboreale fino-scandinave (Quercus, Tilia, Acer, Fraxinus sau Ulmus) bogate în specii epifite, Păduri caducifoliate de mlaștină fino-scandinave.
La baza desemnării sitului se află un număr nedeclarat de specii protejate.